# Горовиц, Зерубавель
Зерубаве́ль Го́ровиц (ивр. זרובבל הורביץ‎; 1924, Жежмаряй, Литва — 27 марта 1948, Израиль, Иерусалим) — израильский военнослужащий, старший лейтенант, один из 12 военнослужащих, удостоенных звания Героя Израиля.

## Биография
Зерубавель Горовиц родился в семье Шмуэля Халеви-Горовица, преподавателя Танаха и древнееврейского языка еврейской школы в Жижморах, и домохозяйки Ханы-Батьи. В семье было шестеро детей: сыновья Шмуэль, Йифтах, Яков и Зерубавель, и дочери, Керен-Хапух и Иегудит.
Зерубавель Горовиц учился в той же начальной еврейской школе, где работал его отец. В 1933 году вместе с семьей он переехал в Подмандатную Палестину. Семья осела в кибуце Тель-Йосеф, основанном левым движением Гдуд ха-авода, и начала работать в сельском хозяйстве.
В возрасте 16 лет Горовиц решил оставить школу и вступить в Пальмах. 14 июня 1942 года он стал бойцом роты Алеф, размещенной в кибуце Кфар-Гилади. Принимал участие в организации заслона Немецкому Африканскому корпусу Роммеля в кибуце Негба.
Во время операции «Сезон» привлекался к антитеррористическим действиям против радикальных еврейских подпольных организаций сионистов-ревизионистов «Эцел» («Иргун») и «Лехи», о чём выражал свое недовольство. Несмотря на противодействие командования «Пальмаха», в марте 1945 года записался в лагере «Црифин» в Еврейскую бригаду, состоявшую из жителей Палестины и воевавшую в составе британской армии. В начале ноября 1945 года прибыл в Австрию, где служил около двух месяцев и помогал еврейским беженцам и их организациям. Проходил службу в том числе в Бельгии, Нидерландах и Франции. Демобилизовался из британской армии 1 сентября 1946 года.
Во время Войны за независимость Израиля служил в 6-м полку бригады «Харель» Пальмаха, действовавшего в районе Иерусалима под началом Ицхака Рабина.

### Подвиг
В субботу, 27 марта 1948 года, Зерубавель Горовиц выехал в составе большой колонны на юг от Иерусалима, чтобы доставить припасы в осажденный Гуш-Эцион, — еврейские поселения, созданные в 1920-е годы в северной части Хевронского нагорья.
Во время возвращения в Иерусалим колонна из 51 машин столкнулась с большим количеством каменных завалов и была атакована арабскими иррегулярными силами. Колонне удалось прорваться до города Аль-Хадра, примерно в 2 километрах к югу от Вифлеема, где бойцы наткнулись на седьмую, самую большую баррикаду.
Экипаж Зерубавеля Горовица шёл самым первым, за ним — ещё четыре бронетранспортера под командованием Арие Теппера-Амита. Они двигались в 200 метрах от остальных машин и главная задача была у Горовица — командира «разрушителя баррикад» (на иврите — «порец ха-махсомим») — протаранить сооруженную баррикаду из камней. «Разрушитель баррикад» представлял собой обшитый сталью тяжелый грузовик с приваренным спереди отвалом. Каждый раз, когда машине удавалось пройти завал, Горовиц докладывал по радиостанции командиру о том, что дорога чиста и можно двигаться дальше.
Однако седьмой блокпост немного южнее Бассейнов Соломона оказался самым неприступным. После попыток под шквальным огнем прорвать баррикаду, машина Зерубавеля Горовица наехала на препятствие и вышла из строя.
Со всех сторон по колонне шёл интенсивный снайперский огонь. Командир колонны Цви Замир приказал оставшимся в строю водителям отступать в Гуш-Эцион. Зерубавель Горовиц со своим экипажем остался в выведенном из строя грейдере прямо на дороге. На их спасение была отправлена помощь, но арабские ополченцы, закрепившиеся у гробницы Рахели, вынудили спасательный бронетранспортер вернуться.
Внутри брони находилось 14 бойцов, большинство из которых были ранены. Те из них, чьи раны были незначительными, заняли оборону и продолжали стрелять из бойниц по противнику, пытавшемуся приблизиться.
К шести тридцати вечера арабский отряд приблизился к машине практически вплотную. В бронетранспортер были брошены коктейли Молотова. Две бутылки попали в моторный отсек, а третья подожгла заднее колесо машины. Один из бойцов, Яков Дрор, хорошо знавший дорогу в Кфар-Эцион, предложил всем прорываться с боем назад. Зерубавель Горовиц согласился и приказал всем, кто может самостоятельно передвигаться, уходить. Невзирая на то, что сам он не был ранен, Горовиц уходить отказался: «Я не оставлю раненых в машине! Не оставлю!», — таковыми были последние слова Зерубавеля Горовица, которые запомнил его выживший сослуживец.
После того, как трое членов экипажа смогли уйти, Зерубавель продолжал вести неравный бой с противником. Есть несколько версий последних минут жизни Горовица. При отходе к своим, оставшиеся в живых члены экипажа услышали взрыв и увидели столп огня. По одной из версий, машина взорвалась сама, но общепринятой считается другая: когда арабские ополченцы подошли к машине и открыли бронедверь, Зерубавель взорвал гранату. Погибли не только командир экипажа и раненные солдаты, но и арабы, окружившие броневик.
После окончания Войны за Независимость за этот подвиг Зерубавелю Горовицу было присвоено звание Героя Израиля. На торжественном мероприятии, проходившем в Тель-Авиве 17 июля 1949 года, присутствовала мать героя Хана-Батья, президент Израиля Хаим Вейцман, премьер-министр Давид Бен-Гурион, начальник Генерального штаба Яаков Дори, представители многочисленных посольств и депутаты Кнессета.
Старший лейтенант Зерубавель «Бавель» Горовиц похоронен на военном кладбище на горе Герцля в Иерусалиме.